# Siergiej Kaszyncew
Siergiej Aleksandrowicz Kaszyncew (ros. Сергей Александрович Кашинцев; ur. 9 sierpnia 1940 w Podiuże, zm. 17 stycznia 1992) – radziecki seryjny morderca, który zamordował co najmniej 8 kobiet w latach 1975–1987.

## Życiorys
Gdy Kaszyncew się urodził, jego prawa noga była krótsza od lewej, co zmuszało go do chodzenia o lasce. Przez lata doświadczał odrzucenia i przemocy, co – według śledczych – miało wpływ na jego późniejsze zachowania.
W młodości był wielokrotnie karany za kradzieże, rozboje i napaści. W 1975 roku popełnił pierwsze znane morderstwo i został skazany na 10 lat więzienia.

## Seria zabójstw
Po opuszczeniu kolonii karnej w 1985 roku rozpoczął serię morderstw. Ofiarami były głównie kobiety z marginesu społecznego – bezdomne, alkoholiczki, prostytutki. Zabójstwa były brutalne i często miały podłoże seksualne. Ofiary były bite laską na śmierć, duszone lub dźgane ostrymi przedmiotami. Ciała ukrywał w lasach, opuszczonych budynkach lub w pobliżu torów kolejowych.
Śledczy udowodnili mu 7 morderstw w latach 1985–1987. Kaszyncew twierdził jednak, że w tym okresie zabił 58 osób. Tych słów nie potwierdzono.

## Aresztowanie i proces
Został zatrzymany 28 kwietnia 1987 roku przez pracowników kolei, którzy znaleźli go przy ciele jednej z ofiar. W trakcie śledztwa stopniowo przyznawał się do kolejnych zbrodni. Został uznany za poczytalnego.
W 1990 roku sąd skazał go na karę śmierci przez rozstrzelanie. Wyrok wykonano 17 stycznia 1992 roku.